# Conan il bucaniere
Conan il bucaniere (Conan the Buccaneer) è un romanzo heroic fantasy degli scrittori L. Sprague de Camp e Lin Carter con protagonista Conan il barbaro, personaggio creato da Robert Ervin Howard.
È il sesto tomo di una serie di dodici volumi dedicata al personaggio.

## Storia editoriale
Il personaggio di Conan era stato creato da Robert Howard nel 1932 e fu protagonista di diversi romanzi e racconti pubblicati sulla rivista Weird Tales fino alla morte dello scrittore nel 1936. Circa vent'anni dopo la casa editrice Gnome Press acquisì i diritti per ristampare in volume il ciclo di Conan e affidò la curatela del progetto al romanziere L. Sprague de Camp, importante autore della rivista Unknown concorrente di Weird Tales; egli decise di organizzare i testi di Howard secondo una cronologia interna da lui ipotizzata (laddove Howard li aveva composti in ordine anacronico) e aggiunse ai cinque volumi di materiali "canonici" due tomi di testi "apocrifi", composti di suo pugno o dal collaboratore Björn Nyberg. Circa dieci anni dopo i diritti passarono da Gnome Press a Lancer Books e il nuovo editore incaricò de Camp e il suo collaboratore Lin Carter di espandere ulteriormente la serie, allestendo così una nuova edizione in dodici volumi.
Il sesto volume Conan the Buccaneer è uno dei quattro tomi completamente "apocrifi" inclusi nella collana, assieme alla raccolta di racconti Conan di Aquilonia e ai due romanzi Conan il vendicatore e Conan delle Isole; fu pubblicato in brossura da Lancer Books nel 1971 e venne successivamente unito al quarto e quinto volume della dodecalogia, Conan lo zingaro e Conan l'avventuriero, nell'omnibus per il mercato britannico The Conan Chronicles 2 (Sphere Books, 1990). Il libro è stato tradotto in tedesco, giapponese, spagnolo, svedese e olandese. 
La prima edizione italiana di Conan il bucaniere è stata pubblicata da Editrice Nord nel 1982 entro la Fantacollana, collana nella quale venne tradotta l'intera serie Lancer/Ace (seppur in ordine sfasato rispetto alla cronologia interna); il romanzo è stato riproposto dallo stesso editore entro il volume omnibus di grande formato La Leggenda di Conan il Cimmero della linea Grandi Opere Nord nel 1989, e poi nell'omnibus in brossura tascabile Conan l'avventuriero della linea Tascabili Super Omnibus nel 1993.

## Trama
Conan, ora quasi quarantenne e capitano della nave corsara Figlia di Nessuno, si mette in cerca di un leggendario tesoro celato sull'Isola Senza Nome, ma rimane coinvolto suo malgrado in una trama di intrighi politici nel regno di Zingara, nella quale sono coinvolti anche la principessa zingarana Chabela, il corsaro Zarono e lo stregone stigiano Thoth-Amon; quest'ultimo personaggio si era già scontrato indirettamente con Conan quasi vent'anni prima, nel racconto "Il dio nell'urna" incluso il primo volume Conan!, e diventerà il suo acerrimo avversario nell'ultima parte della serie.
Va rimarcato che gli eventi di Conan il bucaniere si agganciano armonicamente al racconto "Lo stagno dei neri", ultimo episodio del precedente volume Conan l'avventuriero, ma terminano diverso tempo prima di Chiodi rossi, il primo episodio del successivo Conan il guerriero: la vicenda non spiega come e perché Conan abbandoni la carriera piratesca e torni a fare il mercenario sulla terra ferma.